# Walla Walla County
Walla Walla County är ett administrativt område i delstaten Washington, USA, med 58 781 invånare. Den administrativa huvudorten (county seat) är Walla Walla.

## Geografi
Enligt United States Census Bureau har countyt en total area på 3 364 km². 3 292 km² av den arean är land och 75 km² är vatten.

### Angränsande countyn
- Columbia County, Washington - öst
- Umatilla County, Oregon - syd
- Benton County, Washington - väst
- Franklin County, Washington - nordväst